# Jesús-Rafael Soto
Jesús Rafael Soto (Ciudad Bolívar, 5 giugno 1923 – Parigi, 14 gennaio 2005) è stato un pittore e scultore venezuelano.

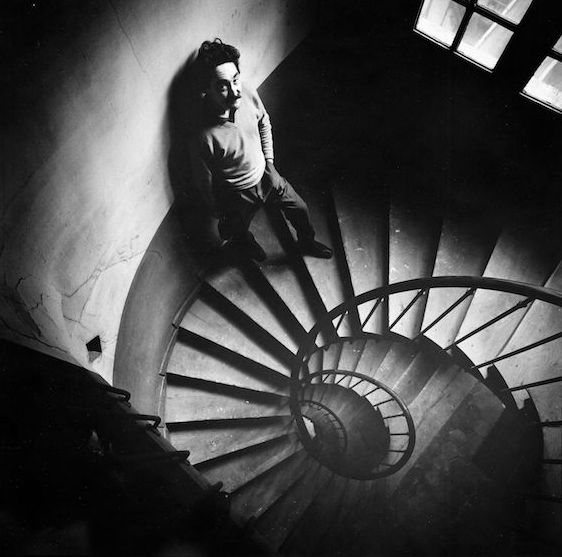
Soto eraly 1970th Photo: Lothar Wolleh

È stato uno dei principali esponenti del movimento dell'arte cinetica.

## Biografia

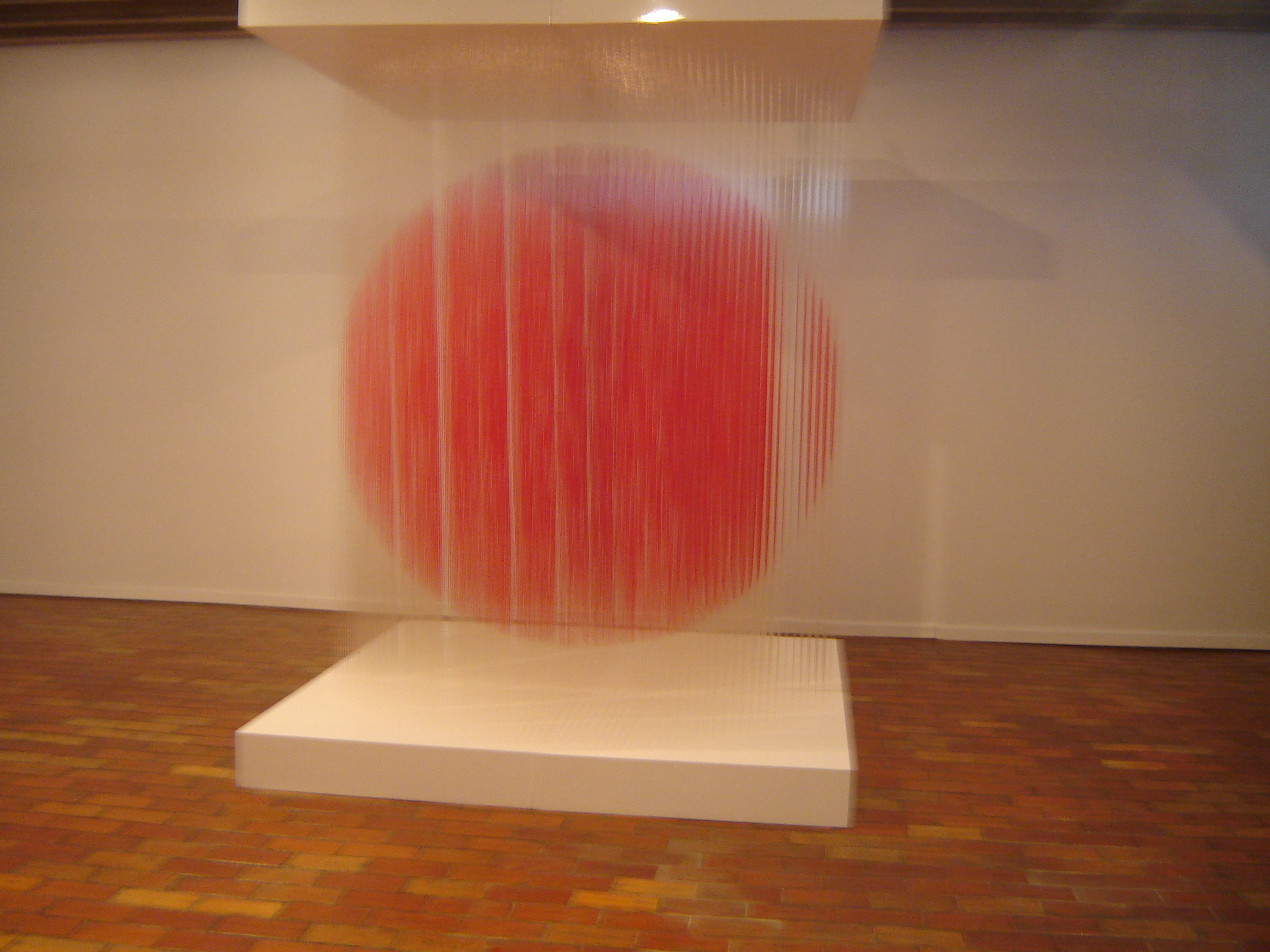
Una delle numerose sfere di Jesús-Rafael Soto

Jesús Rafael Soto nasce a Ciudad Bolívar il 5 giugno 1923. Già da ragazzo inizia a dipingere dei poster per i cinema della sua città natale. Non era possibile non notare il suo precoce talento artistico, pertanto Soto si iscrive e frequenta l'Accademia artistica di Caracas.
Dopo gli studi, dirige dal 1947 al 1950 la Escuela de Artes Plasticas a Maracaibo. Nello stesso anno, parte per Parigi, dove conosce Jean Tinguely, Victor Vasarely e Yaacov Agam. Con loro organizza varie esposizioni alla Galleria Denise René e al Salon des Realites Nouvelles e, proprio grazie a queste, viene conosciuto in tutto il mondo.
Tra gli anni settanta e gli anni novanta, i lavori di questo artista vennero esposti al MOMA (Museum of Modern Art) e al Museo Guggenheim, entrambi situati a New York.
Nel 1973 venne inaugurato, in suo onore, il Museo di Arte Moderna Jesús Soto a Ciudad Bolívar (progettato da Carlos Raúl Villanueva), che raccoglie tutt'oggi numerosi quadri, sculture e installazioni dell'artista. Per alcuni anni il museo venne diretto da un altro grande protagonista dell'arte cinetica: l'italiano Getulio Alviani.
Soto muore a Parigi il 14 gennaio 2005 e viene sepolto al Cimitero di Montparnasse.

## Lo stile delle sculture
Soto è particolarmente noto per le sue sculture interattive composte da tubi sottili pendenti, attraverso i quali l'osservatore è in grado di camminare. L'arte di Soto ha una caratteristica: la percezione che manda direttamente al cervello, e non all'occhio. Il cervello percepisce un'unica entità composta dal visitatore e dall'opera stessa.

## Fonti
- AA.VV Jesus Rafael Soto: una visione in movimento, Silvana, 2006
- Jacqueline Barnitz, twenthieth-century art of Latin America, University of Texas Prints, 2001
- Marie-Pierre Colle, Latin American artists in their studios, Vendome Press, 1994